# Petrus Naghel
Petrus Naghel (zm. 1395) – średniowieczny zakonnik kartuski z Aalst. Był jednym z najbardziej produktywnych tłumaczy w XIV-wiecznych Niderlandach. Przeor Zakonu Kartuzów w Kiel, Antwerpia (1362 – 1365) oraz w Herne (1366 – 1369).
W latach 1357–1395 pracował nad tłumaczeniami z łaciny na język średnioniderlandzki chrześcijańskich tekstów takich jak Złota Legenda (Legenda Aurea) Jakuba de Vorgaine, Kazania i dialogi papieża Grzegorza I czy Konferencje z ojcami (Collationes patrum) Jana Kasjana.
Jednym z jego najważniejszych tłumaczeń było “De Hernse Bijbel” (Biblia z Herne). Nad tym dziełem pracował ponad 20 lat. Prace rozpoczął około 1360-61 roku, kiedy to przetłumaczył księgi historyczne Starego Testamentu.
Tłumaczenie sporządził w oparciu o Wulgatę oraz Historia Scholastica Petrusa Comestora, na prośbę brukselskiego patrycjusza Jana Taye. W jego skład wchodziły: Pięcioksiąg, Kroniki oraz Ewangelie. Ponieważ nie bazuje wyłącznie na Biblii i nie zawiera tłumaczenia wszystkich kanonicznych ksiąg, bywa nazywane Biblią historyczną (Historiebijbel). Niektórzy badacze literatury kwestionują czy Naghel faktycznie jest autorem tłumaczenia Biblii z  1360, co jednak pozostaje kwestią sporną.
Według Mikela Korsa niektóre jego tłumaczenia były przeznaczone dla osób świeckich, mimo sakralnej tematyki.